# Johnny Hedlund
Johnny Hedlund (ur. 25 sierpnia 1968 w Sztokholmie) – szwedzki muzyk, basista i wokalista, przede wszystkim znany z występów z deathmetalowym zespołem Unleashed.

## Życiorys
Hedlund rozpoczął swoją karierę w zespole Nihilist, do którego dołączył w 1988 roku. Po roku został z niego wyrzucony z powodu napięć między nim, a Nickem Anderssonem. Pozostali muzycy Nihilist, później utworzyli zespół Entombed.
Po zakończeniu wspópracy z Nihilist, Hedlund założył zespół Unleashed. Z początku był jedynie basistą zespołu na pierwszym demo, The Utter Dark, jednak później przejął także rolę wokalisty, którą wówczas pełnił Robert Sennebäck.
Hedlund wraz z perkusistą Andersem Schultzem jest jedynym członkiem Unleashed, który gra z zespołem od samego początku i wystąpił na wszystkich dotychczas wydanych albumach. Pełni w nim funkcję głównego autora tekstów, które nawiązują m.in. do mitologii nordyckiej i Wikingów. We wczesnych latach był także głównym kompozytorem, lecz po odejściu Fredrika Lindgrena, funkcje głównego kompozytora przejął Fredrik Folkare.

## Dyskografia
- Nihilist – Only Shreds Remain (Demo, 1989, wydanie własne)
- Nihilist – Drowned (Demo, 1989, wydanie własne)
- Grand Magus – The Hunt (2012, gościnny występ)